# شهرستان بیستریتسا-نسئود
شهرستان بیستریتسا-نسئود (به لاتین: Bistrița-Năsăud County) یک județ در رومانی است که در رومانی واقع شده‌است.

## خصوصیات
شهرستان بیستریتسا-نسئود ۵٬۳۵۵ کیلومترمربع مساحت و ۲۷۷٬۸۶۱ نفر جمعیت دارد.